# Edmond de Goncourt
Edmond Huot de Goncourt (Nancy, 1822. május 26. – Draveil. 1896. július 16.) francia író, Jules de Goncourt bátyja.

## Élete
Testvérével folyamatosan együtt élt és vele közösen alkotta meg életműve nagy részét. A naturalista ábrázolásmód megteremtői voltak a regényirodalomban. Kutatásukkal és írásművészetükkel felelevenítették a 18. századot és művészeit. Közös munkájuknak öccse korai halála vetett véget. Nevüket viseli az irodalmi díj és akadémia, melyet alapítottak.
Testvére halála után Edmond de Goncourt hosszú időre elhallgatott, de később visszatért a regényíráshoz. Könyvet adott ki egy prostituáltról (La Fille Elisa, 1875). Ezt követte „legszebb és legigazabb regénye”, a Les Frères Zemganno (1879), két cirkuszi akrobata története, akiknek alakjában könnyen felismerhetők maguk a Goncourt fivérek; valamint egy ismert színésznő, Rachel (1821–1858) életét feldolgozó regény (La Faustin, 1882) és a Chérie (1884).
Élete végén Edmond japán festők művészetével foglalkozott. Két könyvet adott ki róluk: Outamaro, le peintre des maisons vertes (1891) és Hokusai (1896); valamint folytatta bejegyzéseit a testvére által 1851-től vezetett naplójukba (Journal des Goncours) és 1887-től folyamatosan jelentette meg annak köteteit (1896-ig). Ez a napló nem csak saját életük dokumentuma, hanem a francia irodalmi élet egyik leghíresebb krónikája is.

## Művei

### Testvérével együtt írott regények
- Charles Demailly (eredeti címe: Les hommes de lettres, 1860)
- Sœur Philomène (1861)
- Renée Mauperin (1864)
- Germinie Lacerteux (1865)
- Idées et sensations (1866)
- Manette Salomon (1867)
- Madame Gervaisais (1869)

## Magyarul

### Önálló művei
- A Zemganno fivérek; ford. Szüry Dénes; Franklin, Bp., 1900 (Szépirodalmi könyvtár)
- Elisa. Regény; ford. Szini Gyula; Világirodalom, Bp., 193?
- A Zemganno testvérek. Regény; ford., utószó Jékely Zoltán; Szépirodalmi, Bp., 1969 (Olcsó könyvtár)

### Testvérével együtt írott művei
- Demailly Károly; ford. ifj. Korányi Frigyes, bev. Ambrus Zoltán; Révai, Bp., 1905
- Mauperin Renée / Faustin Julia; ford. Salgó Ernő, Adorján Andor et al.; Révai, Bp., 1908 (Klasszikus regénytár)
- Lacerteux Germinie. Regény; ford., bev. Fehér Sándor; Tevan, Békéscsaba, 1918
- A nő a XVIII. században; ford., átdolg. Wildner Ödön és Fábry Rezső; Rózsavölgyi és Tsa, Bp., 1921
- Madame Gervaisais; ford. Győri Károly; Táltos, Bp., 1923
- Germinie Lacerteux. Regény; ford. Bajomi Lázár Endre; Európa, Bp., 1968
- A XVIII. század művészete és egyéb művészettörténeti tanulmányok; ford. Pődör László, bev. J. P. Bouillon; Corvina, Bp., 1975